# Maison 14 rue Kéréon

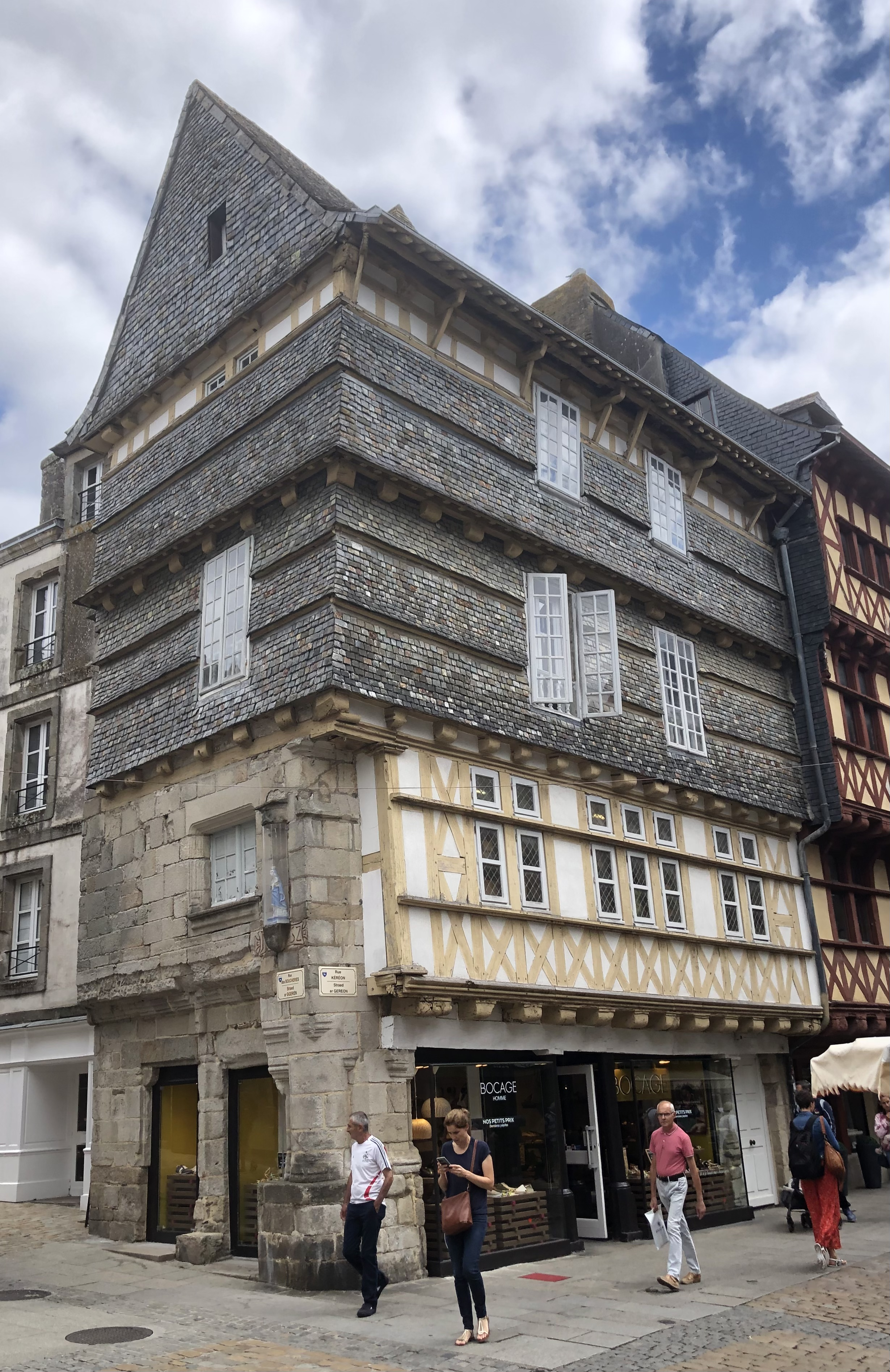
Haus 14 rue Kéréon im Jahr 2022

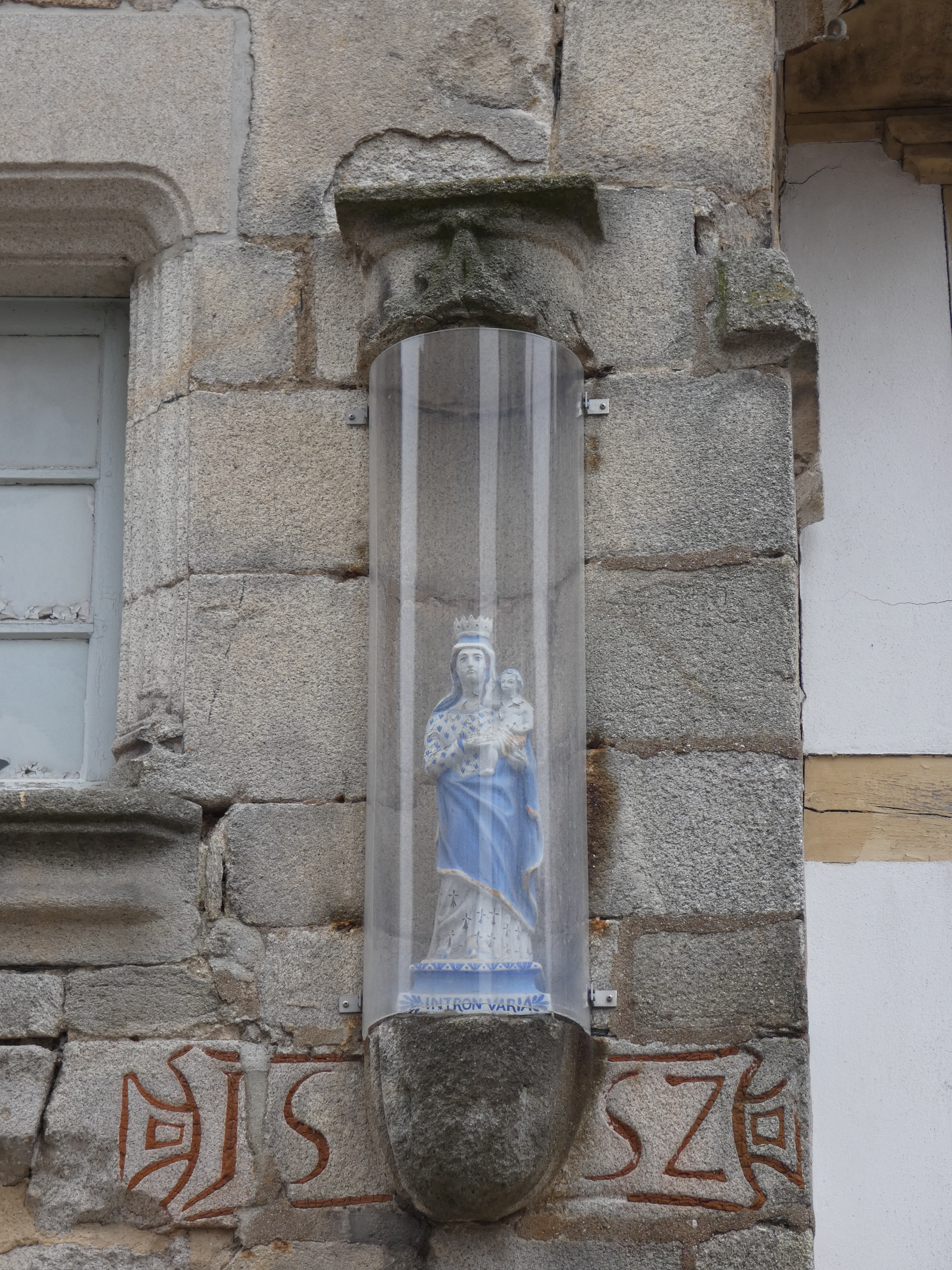
Skulptur an der Westseite

Maison 14 rue Kéréon ist ein denkmalgeschütztes Gebäude in Quimper in der Bretagne in Frankreich.

## Lage
Es befindet sich im historischen Stadtzentrum von Quimper auf der Nordseite der Rue Kéréon (bretonisch Straed ar Gereon) in einer markanten Ecklage zur westlich des Hauses einmündenden Rue des Boucheries (bretonisch Straed ar Gigerien). Unmittelbar östlich grenzt das gleichfalls denkmalgeschützte Haus Maison 12 rue Kéréon an.

## Architektur und Geschichte
Das hohe viergeschossige Gebäude entstand im 16. Jahrhundert in Fachwerkbauweise, wobei das Erdgeschoss und zum Teil auch das erste Obergeschoss massiv erstellt sind. Die an andere Gebäude angrenzende massive Nordwand erstreckt sich über alle vier Geschosse. Die Fassaden der beiden oberen Stockwerken sowie der nach Westen weisende Giebel sind mit Schiefer verkleidet. Die oberen Stockwerke kragen jeweils deutlich über die darunter liegende Etage vor. Die südwestliche Ecke wird von einem starken steinernen Pfeiler eingenommen. Der behauene Pfeiler und ein freiliegender Balken stützen das erste und auch das zweite Obergeschoss, wobei das zweite Obergeschoss deutlich nach Süden über den Pfeiler hinausragt.
An der Westseite des Pfeilers befindet sich im ersten Obergeschoss eine Nische aus der Zeit der Renaissance mitsamt einer Skulptur der Jungfrau mit dem Kind.
Die Eintragung in die Liste der Monuments historiques in Quimper erfolgte am 24. Juli 1957 unter der Nummer PA00090351 mit dem Status Classé, wobei sich die Eintragung auf alle Fassaden und die Dächer bezieht. Das Gebäude befindet sich in Privateigentum. Im Erdgeschoss besteht ein Ladengeschäft.